# MzVee
MzVee, pseudonimo di Vera Hamenoo-Kpeda (Accra, 23 giugno 1992), è una cantante ghanese.

## Biografia
MzVee ha fatto il suo debutto discografico con l'album in studio Re-Vee-Lation, uscito nel 2014. Due anni più tardi è stata candidata per l'MTV Africa Music Award alla miglior artista femminile e il BET Award al miglior artista africano internazionale. Si è aggiudicata un Ghana Music Award per il video musicale dell'anno con Come and See My Moda.

## Discografia

### Album in studio
- 2014 – Re-Vee-Lation
- 2015 – Verified
- 2017 – DaaVee
- 2020 – Inveencible
- 2022 – 10 Thirty

### Singoli
- 2014 – Revolution
- 2014 – Carpenter
- 2014 – Borkor Borkor (feat. V.I.P.)
- 2015 – Abofra (feat. Efya)
- 2015 – Talk Fi Dem
- 2015 – Nobody Has to Know
- 2015 – Natural Girl
- 2015 – My Everything
- 2015 – Gimme Dat
- 2017 – Dance Calypso (feat. Lyrikal)
- 2017 – Sing My Name (con Willisbeatz o feat. Patoranking)
- 2018 – Sheriff (con PinkLane Project)
- 2018 – Come and See My Moda (feat. Yemi Alade)
- 2018 – I Don't Know
- 2018 – Summa Dis Summa Dat
- 2018 – Bend Down (feat. Kuami Eugene)
- 2020 – Who Are You
- 2020 – Baddest Boss (feat. Mugeez)
- 2020 – Baby
- 2020 – Halleluyah (feat. Medikal)
- 2021 – You Alone
- 2021 – African Love (con Warrior King e Crawba Genius)
- 2021 – Vanity (con Kelvyn Boy)
- 2021 – Coming Home (feat. Tiwa Savage)
- 2021 – Want (con Yung Alpha e Darline Desca feat. Ice Prince & Shay Dee)
- 2022 – All of Me (con Mr. Vegas e Yung Alpha)
- 2023 – Whine Up You Body (con PinkLane Project)
- 2023 – Cassava (con Lyberty)
- 2023 – Destiny